# Javier Lozano
Javier Lozano Cid (Toledo, 28 ottobre 1960) è un dirigente sportivo, allenatore di calcio a 5 ed ex giocatore di calcio a 5 spagnolo, attuale presidente della Liga Nacional de Fútbol Sala.

## Carriera

### Giocatore
Come giocatore ha militato nel Discolandia Toledo, passando poi nel Toledo F.S. dove è rimasto per 5 anni, Algón (Madrid), Marsanz Torrejon ed infine Caja Toledo. Nella nazionale spagnola prima dell'avvento della FIFA ha avuto l'onore di disputare una finale del campionato del mondo, nel 1985, persa dalla Spagna per 1-3 contro il Brasile.

### Allenatore
Come allenatore ha continuato l'esperienza intrapresa come giocatore nel CLM Talavera, per poi passare ai madrileni dell'Inter Fútbol Sala fino alla nomina a commissario tecnico della nazionale spagnola. In nazionale, Lozano ha costruito un gruppo di calcettisti tra i più forti della storia: dapprima seconda al FIFA Futsal World Championship 1996 e ai seguenti europei del 1999, la Spagna si è poi laureata campione del mondo nel 2000 e nel 2004, nonché campione d'Europa nel 2001 e nel 2005. Questa serie di trionfi gli ha permesso di eguagliare il brasiliano Takão, unico allenatore fino ad allora capace di bissare la vittoria della Coppa del Mondo.

### Dirigente
Nel 2007 Lozano lascia la selezione spagnola per assumere il ruolo di responsabile delle relazioni pubbliche del Real Madrid. L'anno successivo viene nominato responsabile del settore giovanile al posto di Míchel passato al Getafe. Nel settembre 2009 fa ritorno nel mondo del calcio a 5 in qualità di presidente della Liga Nacional de Fútbol Sala.

## Palmarès
- Campionato mondiale: 2

2000, 2004